# Malá Tŕňa
Malá Tŕňa (in ungherese Kistoronya) è un comune della Slovacchia facente parte del distretto di Trebišov, nella regione di Košice.